# Lijst van burgemeesters van Midden-Delfland
Dit is een lijst van burgemeesters van de Nederlandse gemeente Midden-Delfland in de provincie Zuid-Holland. Deze gemeente ontstond op 1 januari 2004 uit een samenvoeging van Schipluiden, Maasland en een stukje van Delft ( Den Hoorn).
| Ambtsperiode                   | Naam burgemeester        | Partij of stroming | Bijzonderheden |
| ------------------------------ | ------------------------ | ------------------ | -------------- |
| 1 januari 2004 - 30 juni 2004  | J. (John) de Prieëlle    | CDA                | waarnemend     |
| 1 juli 2004 - 30 juni 2022     | A.J. (Arnoud) Rodenburg  | CDA                |                |
| 1 juli 2022 - 17 december 2023 | A.P.J. (Bram) van Hemmen | CDA                | waarnemend     |
| 18 december 2023 - heden       | F.I. (Fenna) Noordermeer | partijloos         |                |